# 나나 크리스티안센
나나 크리스티안센(덴마크어: Nanna Christiansen, 1989년 1월 17일 ~ )은 덴마크의 여자 축구 선수이다. 포지션은 미드필더이며, 현재 덴마크 엘리테디비시오넨의 브뢴뷔 IF에서 활동하고 있다.

## 클럽 경력
나나 크리스티안센은 8세 시절이던 1997년부터 2007년까지 BK 스키올 소속으로 활동했으며 2006년에는 덴마크 축구 협회로부터 올해의 신인 여자 축구 선수로 선정되는 영예를 안았다. 2007년에는 브뢴뷔 IF에 입단하면서 데뷔했지만 2013년부터 2014년까지는 B93/HIK/스키올 소속으로 활동하기도 했다.
나나 크리스티안센은 브뢴뷔 IF에서 주전 미드필더로 활약하면서 브뢴뷔 IF의 엘리테디비시오넨 7회 우승, 덴마크 여자컵 8회 우승에 기여했다. 특히 2014-15 UEFA 여자 챔피언스리그 시즌에서는 브뢴뷔 IF의 준결승전 진출에 기여했으며 2017 엘리테디비시오넨 시즌에서는 18골을 기록하여 리그 득점왕에 오르는 영예를 안았다.

## 국가대표 경력
나나 크리스티안센은 2005년에 덴마크 여자 U-17 축구 국가대표팀 선수로 활동하면서 8경기에 출전하여 5골을 기록했으며 2005년부터 2008년까지 덴마크 여자 U-19 축구 국가대표팀 선수로 활동하면서 36경기에 출전하여 22골을 기록했다. 덴마크 여자 U-19 축구 국가대표팀은 스위스에서 개최된 2006년 UEFA U-19 여자 축구 선수권 대회에서 준결승전에 진출하는 성과를 기록했지만 아이슬란드에서 개최된 2007년 UEFA U-19 여자 축구 선수권 대회에서는 조별 예선에서 탈락했다. 2009년에는 덴마크 여자 U-23 축구 국가대표팀 선수로 활동하면서 2경기에 출전했다.
나나 크리스티안센은 2009년 3월 4일에 열린 미국과의 알가르브컵 경기에서 교체 출전하면서 덴마크 여자 축구 국가대표팀 선수로 데뷔했는데 덴마크는 미국에 0-2 패배를 기록했다. 핀란드에서 개최된 UEFA 여자 유로 2009에 참가한 덴마크 여자 축구 국가대표팀 명단에 이름을 올렸지만 본선에는 기용되지 않았다. 2010년 1월 23일에 칠레 코킴보에서 열린 칠레와의 친선 경기에서는 자신의 국가대표팀 첫 골을 기록하면서 덴마크의 2-1 승리에 기여했다.
나나 크리스티안센은 스웨덴에서 개최된 UEFA 여자 유로 2013에서 덴마크의 준결승전 진출에 기여했으며 네덜란드에서 개최된 UEFA 여자 유로 2017에서 덴마크의 준우승에 기여했다. 2019년 10월 8일에 열린 조지아와의 UEFA 여자 유로 2021 예선 경기에서 A매치 100경기 출전 기록을 수립했다.

## 수상

### 클럽
브뢴뷔 IF
- 엘리테디비시오넨 7회 우승 (2008, 2011, 2012, 2013, 2015, 2017, 2019)
- 덴마크 여자컵 8회 우승 (2010, 2011, 2012, 2013, 2014, 2015, 2017, 2018)

### 국가대표
- UEFA 여자 유로 2017 준우승

### 개인
- 2017 엘리테디비시오넨 득점왕 수상